# Llista de governadors de l'estat de Mèxic

Escut de l'estat de Mèxic

Aquesta és la llista dels governadors de l'estat de Mèxic. Segons la Constitució Política de l'Estat Lliure i Sobirà de Mèxic, l'exercici del Poder Executiu d'aquesta entitat mexicana, es diposita en un sol individu, que es denomina Governador Constitucional de l'Estat Lliure i Sobirà de Mèxic i que és elegit per a un període de 6 anys, no reelegible per cap motiu. El període governamental comença el dia 16 de setembre de l'any de l'elecció i acaba el 15 de setembre després d'haver transcorregut sis anys.
L'Estat de Mèxic va ser creat en 1824, sent un dels estats originals de la federació, per la qual cosa al llarg de la seva vida històrica ha passat per tots els sistemes de govern vigents en els Estats Units Mexicans, tant el sistema federal com el sistema central, per la qual cosa la denominació de l'entitat ha variat entre estat i departament; variant juntament amb ella, la denominació del titular del Poder Executiu de l'Estat.
Els individus que han ocupat la Governatura de l'Estat de Mèxic, en les seves diferents denominacions, han estat els següents:

## Governadors de l'Estat Lliure i Sobirà de Mèxic
- (1824): Melchor Múzquiz
- (1824): Manuel Gómez Pedraza
- (1824 - 1827): Melchor Múzquiz
- (1827): Lorenzo de Zavala
- (1827): Mariano Esteva y Ulibarri
- (1827-1828): Lorenzo de Zavala
- (1828-1830): Joaquín Lebrija
- (1830 - 1832): Melchor Múzquiz
- (1832-1833): Lorenzo de Zavala
- (1833-1834): Félix María Aburto

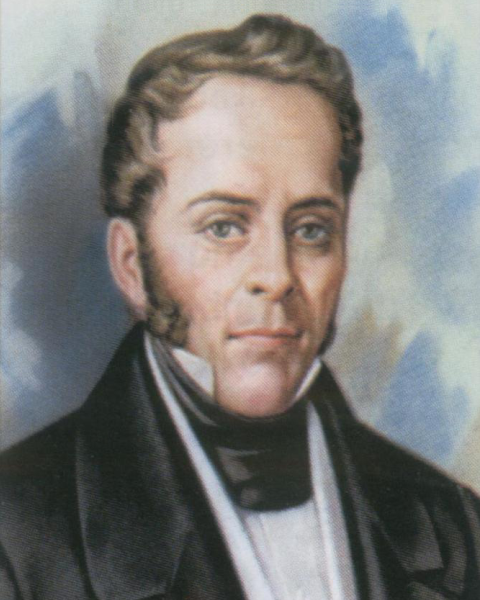
Manuel Gómez Pedraza

- (1834-1835): Manuel Diez de Bonilla

## Governadors del Departament de Mèxic
- (1835): Luis Gonzaga Vieyra
- (18..): Luis Madrid
- (18..): Manuel Rincón
- (18..): Mucio Barquera
- (18..): Luis Gonzaga Chavarri
- (18..): Francisco Ortíz Zárate

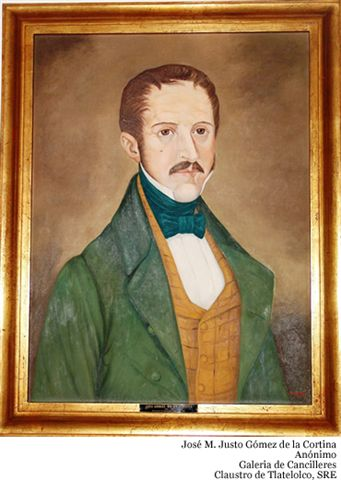
José Gómez de la Cortina

- (1843): Mariano Paredes y Arrillaga
- (1843): Valentín Canalizo
- (18..): Nicolás Candollo
- (18..): Gabriel Valencia
- (18..): Agustín Vicente Eguía
- (18..): José María Icaza
- (18..): José Fernando Peredo
- (18..): Miguel González Calderón
- (18..): Nicolás María de Berazaluce
- (18..): José María Barrera
- (1846?): Nicolás Bravo
- (1846): José Gómez de la Cortina

## Governadors de l'Estat Lliure i Sobirà de Mèxic
- (1913): José Refugio Velasco

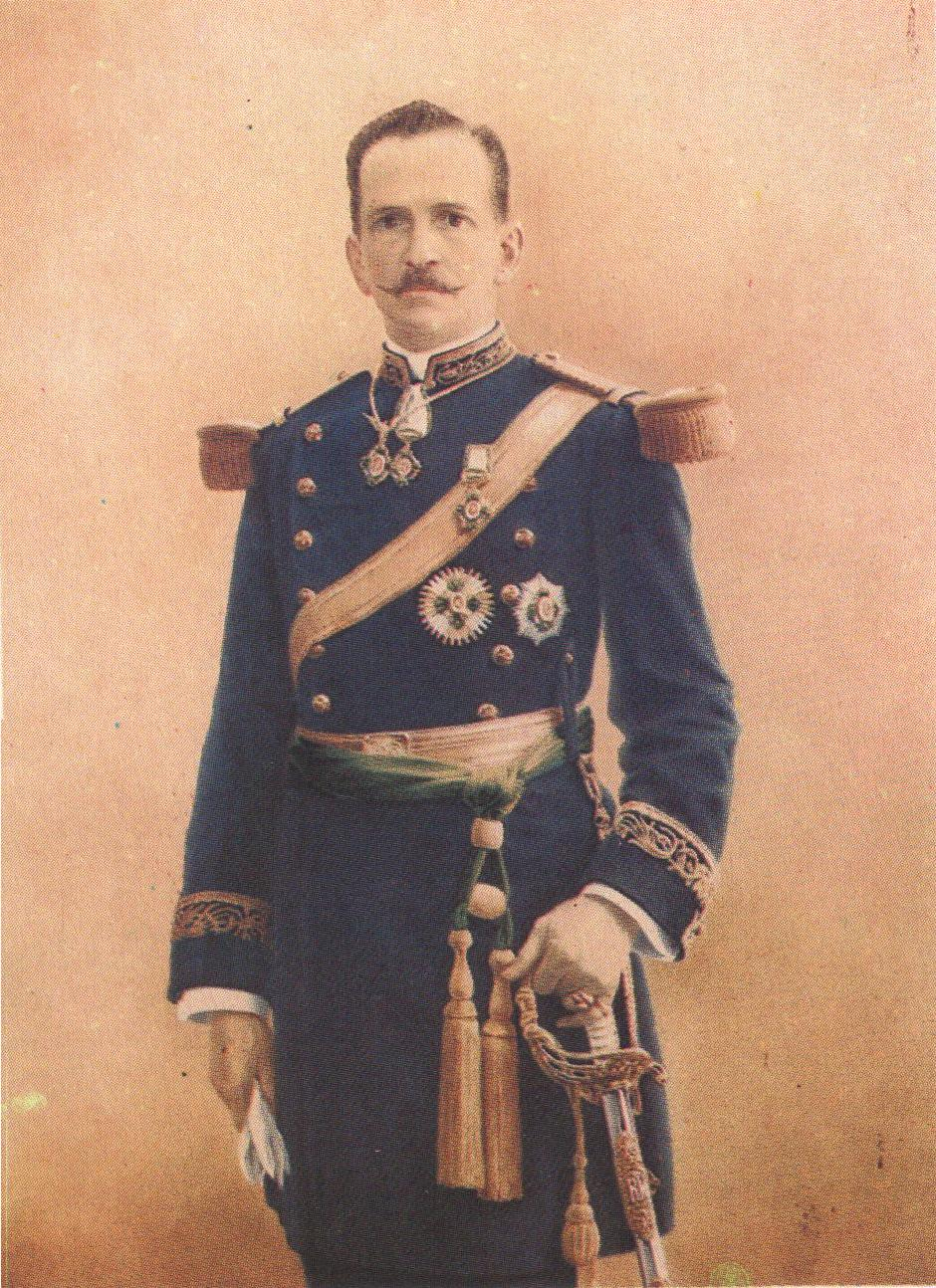
Joaquín Beltrán

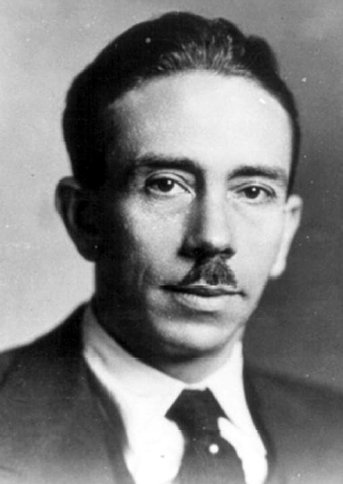
Gustavo Baz Prada

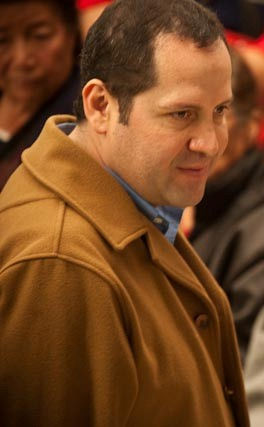
Eruviel Ávila

- (1913 - 1914): Joaquín Beltrán Castañares
- (1914): Cristóbal Solano
- (1914): Francisco Murguía
- (1914): Rafael M. Hidalgo
- (1914 - 1915): Gustavo Baz Prada
- (1915 - 1916): Pascual Morales y Molina
- (1916 - 1917): Rafael Cepeda
- (1917): Carlos Tejada
- (1917 - 1918): Agustín Millán Vivero
- (1918 - 1919): Joaquín García Luna
- (1919): Agustín Millán Vivero
- (1919 - 1920): Francisco Javier Gaxiola
- (1920): Agustín Millán Vivero
- (1920): Darío López
- (1920 - 1921): Abundio Gómez
- (1921): Manuel Campos Mena
- (1921 - 1925): Abundio Gómez
- (1925 - 1929): Carlos Riva Palacio
- (1929 - 1933): Filiberto Gómez
- (1933 - 1935): José Luis Solórzano
- (1935 - 1937): Eucario López
- (1937 - 1941): Wenceslao Labra
- (1941 - 1942): Alfredo Zárate Albarrán
- (1942): José Luis Gutiérrez y Gutiérrez
- (1942 - 1945): Isidro Fabela
- (1945 - 1951): Alfredo del Mazo Vélez
- (1951 - 1957): Salvador Sánchez Colín
- (1957 - 1963): Gustavo Baz Prada
- (1963 - 1969): Juan Fernández Albarrán
- (1969 - 1975): Carlos Hank González
- (1975 - 1981): Jorge Jiménez Cantú
- (1981 - 1986): Alfredo del Mazo González
- (1986 - 1987): Alfredo Baranda García
- (1987 - 1989): Mario Ramón Beteta
- (1989 - 1993): Ignacio Pichardo Pagaza
- (1993 - 1995): Emilio Chuayffet Chemor
- (1995 - 1999): César Camacho Quiroz
- (1999 - 2005): Arturo Montiel Rojas
- (2005 - 2011): Enrique Peña Nieto
- (2011 - 2017): Eruviel Ávila Villegas